# پلیوشچینی
پلیوشچینی (انگلیسی: Plyushchiny) یک شهرک در بخش پروخوروفسکی استان بلگورود کشور روسیه است.